# Ninetales
Ninetales (japanski: キュウコン Kyuukon) jedan je od 1025 fiktivnih vrsta Pokémona iz medijske franšize Pokémon, skupa Pokémon videoigara, animiranih serija, manga stripova, knjiga, igraćih karata i drugih medija kojima je tvorac Satoshi Tajiri. Svrha je Ninetalesa u videoigrama, animiranoj seriji i manga stripovima, kao i svrha ostalih Pokémona, borba s divljim Pokémonima – neukroćenim stvorenjima koje igrači i likovi pronalaze dok kreću na razne avanture – i pripitomljenim Pokémonima drugih Pokémon trenera.

## Etimologijaimena
Ninetalesovo ime dolazi od engleskih riječi "nine" = devet, i "tales" = priče, s tim da je engleska riječ "tale" = priča, homofon riječi "tail" = rep. Njegovo se ime odnosi i na kineski mit o duhu lisice s devet repova, imena kitsune, koji služi Nuwi i Japancima. 
Njegovo japansko ime, Kyuukon, vjerojatno je kombinacija japanskih riječi "Kyuu" = devet, i "Kon". Riječ "Kon" dolazi od "kon kon", onomatopejske riječi koju u Japanu koriste za oponašanje glasova lisica (mnoge japanske bajke za djecu pričaju u malenim lisicama imena "Kon"). U početku, Ninetales je trebao biti jedan od Pokémona čije se ime sastojalo od dva dijela, te je, izvan Japana, trebalo glasiti Nine Tales.

## Pokédex podaci
- Pokémon Red/Blue: Veoma pametan i veoma osvetoljubiv. Ako netko zgrabi jedan od njegovih repova, Ninetales bi mu mogao uputiti tisućugodišnje prokletstvo.
- Pokémon Yellow: Prema legendi, 9 plemenitih svetaca udruženo je i reinkarnirano u ovom Pokémonu.
- Pokémon Gold: Neke legende tvrde kako svaki pojedini rep sadržava jedinstvenu tajanstvenu moć.
- Pokémon Silver: Njegovih devet prekrasnih repova ispunjeni su čudesnom energijom koja ga može održati na životu i do 1000 godina.
- Pokémon Crystal: Rečeno je kako živi i do tisuću godina, te kako je svaki od njegovih repova ispunjen tajanstvenom moći.
- Pokémon Ruby: Ninetales odašilje zloćudno svijetlo iz svojih bistrih crvenih očiju kako bi u potpunosti preuzeo kontrolu nad umom protivnika. Kažu kako ovaj Pokémon živi i do tisuću godina.
- Pokémon Sapphire: Legenda kaže kako je Ninetales nastao kada su četiri čarobnjaka sa svetačkim moćima udružena u jedno. Ovaj je Pokémon izrazito inteligentan – sposoban je razumjeti ljudski govor.
- Pokémon Emerald: Odavno se rečeno kako svaki njegov rep ispunjava tajanstvena, čarobna moć. Dugovječni će Ninetales imati krzno koje se sjaji poput zlata.
- Pokémon FireRed: Ima devet dugih repova i krzno nalik zlatu. Rečeno je kako doživi i do 1000 godina.
- Pokémon LeafGreen: Veoma pametan i veoma osvetoljubiv. Ako netko zgrabi jedan od njegovih repova, Ninetales bi mu mogao uputiti tisućugodišnje prokletstvo.
- Pokémon Diamond/Pearl: Rečeno je kako je njegovih devet repova ispunjeno tajanstvenom moći. Može doživjeti tisuću godina.

## U videoigrama
Ne postoji nijedna videoigra u kojoj se Ninetales mogao uhvatiti u divljini. Igrač može upotrijebiti Vatreni kamen na Vulpixu da bi ga razvio u Ninetalesa. Zbog toga, dostupnost Ninetalesa izravno ovisi o dostupnosti Vulpixa i Vatrenog kamena. Od početka Pokémon Ruby, Sapphire i Emerald videoigara, svaki Ninetales posjeduje sposobnost Bljeska vatre (Flash Fire), što ga čini imunim na Vatrene napade, te mu oni povećavaju snagu njegovih Vatrenih napada kada protivnik udari Vatrenim napadom. 
Ninteales ima visok Special Defense i Speed status, te natprosječni Special Attack. Doduše, njegovi su Attack, Defense i HP ispod prosjeka, što ga čini manje poželjnim od sličnog Arcaninea.

## Tehnike
| Prirodne tehnike               | Prirodne tehnike | Prirodne tehnike |
| ------------------------------ | ---------------- | ---------------- |
| Tehnika                        | Vrsta tehnike    | Razina           |
| Opaki zaplet (Nasty Plot)      | Mračni           |                  |
| Žeravica (Ember)               | Vatreni          |                  |
| Brzi napad (Quick Attack)      | Normalni         |                  |
| Zbunjujuća zraka (Confuse Ray) | Duh              |                  |
| Tjelesni čuvar (Safeguard)     | Normalni         |                  |

## Statistike
| HP:      | 73  |  |
| Attack:  | 76  |  |
| Defense: | 75  |  |
| Special: | 100 |  |
| SpAtk:   | 81  |  |
| SpDef:   | 100 |  |
| Speed:   | 100 |  |

Statistika Special korištena je samo tijekom prve generacije; kasnije je podijeljenja na Special Attack i Special Defense statistike.

## U animiranoj seriji
U Pokémon animiranoj seriji, uz razvoj Vatrenim kamenom, Vulpix se u Ninetalesa može razviti kada doživi tisuću godina (ovo je inspirirano mitom o kitsuneu, jer kitsune dobije novi rep za svako proživljeno stoljeće).
Blaine, Vođa Dvorane grada Cinnabara, koristi Ninetales protiv Ashova Squirtlea, Vodenog Pokémona. Ninetales pobjeđuje, unatoč njegovoj slabosti na Vodene napade. 
Tijekom narednih epizoda, društvo nailazi na dvjestogodišnjeg Ninetalesa koji pokušava uvjeriti Brocka da ostane s njim koristeći se iluzijom žene. Epizoda je nazvana "Čekajući prijatelja" te je bila još bliže povezana s mitom o kitsuneu. Hoshi-no-Tama (Zvjezdana lopta), posebna Poké lopta, korištena je u ovoj epizodi. Ninetalesova je trenerica bila mrtva već dulje vrijeme, no on joj je i dalje bio vjeran, iako je želio biti slobodan. Brock se kasnije sažalio, i uvjerio Ninetalesa da se vrati u divljinu, te da istovremeno čuva uspomenu na svoju trenericu. On ga je poslušao, vrativši se životu u divljini. Ninetales je u ovoj epizodi bio ženskog spola.
U Pokémon: The First Movie, Ninetales je bio jedan od Pokémona koji je pripadao jednom od trenera koje je Mewtwo namamio u svoju utvrdu. Mewtwo ga je oteo uz sve ostale Pokémone i stvorio njihove klonove, uključujući i onog od Ninetalesa. Nakon što su se klonovi i njihove "originalne" verzije međusobno borili, Mewtwo i Mew povukli su se s klonovima u novo sklonište.